# Пстелі
Псте́лі (каз. Пістелі) — село у складі Тюлькубаського району Туркестанської області Казахстану. Входить до складу Жаскешуського сільського округу.
Населення — 141 особа (2021; 166 у 2009, 196 у 1999, 165 у 1989).